# Thabit-Zahl
In der Zahlentheorie ist eine Thabit-Zahl (oder auch 321-Zahl) eine natürliche Zahl {\displaystyle n\in \mathbb {N} } der Form {\displaystyle 3\cdot 2^{n}-1}. Die Zahlen wurden nach dem im 9. Jahrhundert lebenden sabischen Mathematiker Thabit ibn Qurra benannt, der der erste war, der diese Zahlen untersucht und ihre Beziehung zu befreundeten Zahlen entdeckt hat.

## Beispiele
Die ersten Thabit-Zahlen sind die folgenden:
2, 5, 11, 23, 47, 95, 191, 383, 767, 1535, 3071, 6143, 12287, 24575, 49151, 98303, 196607, 393215, 786431, 1572863, 3145727, 6291455, 12582911, 25165823, 50331647, 100663295, 201326591, 402653183, 805306367, 1610612735, … (Folge A055010 in OEIS)
Die ersten primen Thabit-Zahlen nennt man Thabit-Primzahlen (oder auch 321-Primzahlen) und lauten:
2, 5, 11, 23, 47, 191, 383, 6143, 786431, 51539607551, 824633720831, 26388279066623, 108086391056891903, 55340232221128654847, 226673591177742970257407, 59421121885698253195157962751, 30423614405477505635920876929023, … (Folge A007505 in OEIS)
Es sind momentan (Stand: 4. Juni 2018) genau 62 Thabit-Primzahlen der Form {\displaystyle 3\cdot 2^{n}-1} bekannt. Folgende {\displaystyle n} führen auf diese Primzahlen:
0, 1, 2, 3, 4, 6, 7, 11, 18, 34, 38, 43, 55, 64, 76, 94, 103, 143, 206, 216, 306, 324, 391, 458, 470, 827, 1274, 3276, 4204, 5134, 7559, 12676, 14898, 18123, 18819, 25690, 26459, 41628, 51387, 71783, 80330, 85687, 88171, 97063, 123630, 155930, 164987, 234760, 414840, 584995, 702038, 727699, 992700, 1201046, 1232255, 2312734, 3136255, 4235414, 6090515, 11484018, 11731850, 11895718, …(Folge A002235 in OEIS)
Es wurde bisher nach Thabit-Primzahlen bis zu {\displaystyle n=12078521} untersucht (Stand: November 2015).
Die momentan größte Thabit-Primzahl {\displaystyle 3\cdot 2^{11895718}-1} hat {\displaystyle 3580969} Stellen und wurde am 6. Juni 2015 im Zuge des Internet-Projekts PrimeGrid (Unterprojekt 321 search) entdeckt.

## Eigenschaften
- Jede Thabit-Zahl der Form {\displaystyle 3\cdot 2^{n}-1} hat eine binäre Darstellung, welche {\displaystyle n+2} Stellen lang ist, mit {\displaystyle 10} beginnt und mit lauter {\displaystyle 1}ern endet.

Beispiel: 
{\displaystyle 383=3\cdot 2^{7}-1={\underline {1}}\cdot 2^{8}+{\underline {0}}\cdot 2^{7}+{\underline {1}}\cdot 2^{6}+{\underline {1}}\cdot 2^{5}+{\underline {1}}\cdot 2^{4}+{\underline {1}}\cdot 2^{3}+{\underline {1}}\cdot 2^{2}+{\underline {1}}\cdot 2^{1}+{\underline {1}}\cdot 2^{0}=101111111_{2}}

## Thabit-Zahlen der 2. Art
In der Zahlentheorie ist eine Thabit-Zahl der 2. Art (oder auch 321-Zahl der 2. Art) eine natürliche Zahl {\displaystyle n\in \mathbb {N} } der Form {\displaystyle 3\cdot 2^{n}+1}. Auch diese Zahlen werden im Zuge des Internet-Projekts PrimeGrid (Unterprojekt 321 search) gesucht.

### Beispiele
Die ersten Thabit-Zahlen der 2. Art sind die folgenden:
4, 7, 13, 25, 49, 97, 193, 385, 769, 1537, 3073, 6145, 12289, 24577, 49153, 98305, 196609, 393217, 786433, 1572865, 3145729, 6291457, 12582913, 25165825, 50331649, 100663297, 201326593, 402653185, 805306369, 1610612737, 3221225473, … (Folge A181565 in OEIS)
Die ersten primen Thabit-Zahlen der 2. Art nennt man Thabit-Primzahlen der 2. Art (oder auch 321-Primzahlen der 2. Art) und lauten:
7, 13, 97, 193, 769, 12289, 786433, 3221225473, 206158430209, 6597069766657, 221360928884514619393, 2353913150770005286438421033702874906038383291674012942337, … (Folge A039687 in OEIS)
Es sind momentan (Stand: 4. Juni 2018) genau 49 Thabit-Primzahlen der Form {\displaystyle 3\cdot 2^{n}+1} bekannt. Folgende {\displaystyle n} führen auf diese Primzahlen:
1, 2, 5, 6, 8, 12, 18, 30, 36, 41, 66, 189, 201, 209, 276, 353, 408, 438, 534, 2208, 2816, 3168, 3189, 3912, 20909, 34350, 42294, 42665, 44685, 48150, 54792, 55182, 59973, 80190, 157169, 213321, 303093, 362765, 382449, 709968, 801978, 916773, 1832496, 2145353, 2291610, 2478785, 5082306, 7033641, 10829346, … (Folge A002253 in OEIS)
Die momentan größte Thabit-Primzahl der 2. Art ist {\displaystyle 3\cdot 2^{10829346}+1} und hat {\displaystyle 3259959} Stellen.

## Anwendung zur Berechnung von befreundeten Zahlen
Satz von Thabit Ibn Qurra:
Seien {\displaystyle 3\cdot 2^{n}-1} und {\displaystyle 3\cdot 2^{n-1}-1} zwei Thabit-Primzahlen und {\displaystyle 9\cdot 2^{2n-1}-1} eine weitere Primzahl. Dann kann man ein Paar befreundeter Zahlen wie folgt bestimmen:
{\displaystyle A=2^{n}\cdot (3\cdot 2^{n}-1)\cdot (3\cdot 2^{n-1}-1)} und {\displaystyle B=2^{n}\cdot (9\cdot 2^{2n-1}-1)} sind befreundet.
Den Beweis dieses Satzes findet man im Artikel über Teilersummen.
Beispiele:
- Für {\displaystyle n=2} sind {\displaystyle 3\cdot 2^{2}-1=11,3\cdot 2^{1}-1=5} und {\displaystyle 9\cdot 2^{3}-1=71} alles Primzahlen. Damit ergibt sich

{\displaystyle A=2^{2}\cdot (3\cdot 2^{2}-1)\cdot (3\cdot 2^{1}-1)=4\cdot 11\cdot 5=220}
{\displaystyle B=2^{2}\cdot (9\cdot 2^{3}-1)=4\cdot 71=284}
Es ist also das Zahlenpaar {\displaystyle (220,284)} ein befreundetes Zahlenpaar.
- Dieses Verfahren führt leider nur noch für {\displaystyle n=4} und {\displaystyle n=7} auf befreundete Zahlenpaare, im Speziellen auf die beiden Paare {\displaystyle (17296,18416)} und {\displaystyle (9363584,9437056)}.

## Verallgemeinerungen
Eine Thabit-Zahl mit Basis b ist eine Zahl der Form {\displaystyle (b+1)\cdot b^{n}-1} mit einer Basis {\displaystyle b\geq 2} und einer natürlichen Zahl {\displaystyle n\in \mathbb {N} }. Man nennt sie auch Williams-Zahl der 3. Art zur Basis b.
Eine Thabit-Zahl der 2. Art mit Basis b ist eine Zahl der Form {\displaystyle (b+1)\cdot b^{n}+1} mit einer Basis {\displaystyle b\geq 2} und einer natürlichen Zahl {\displaystyle n\in \mathbb {N} }. Man nennt sie auch Williams-Zahl der 4. Art zur Basis b.
Eine Williams-Zahl mit Basis b ist eine Zahl der Form {\displaystyle (b-1)\cdot b^{n}-1} mit einer Basis {\displaystyle b\geq 2} und einer natürlichen Zahl {\displaystyle n\in \mathbb {N} }.
Eine Williams-Zahl der 2. Art mit Basis b ist eine Zahl der Form {\displaystyle (b-1)\cdot b^{n}+1} mit einer Basis {\displaystyle b\geq 2} und einer natürlichen Zahl {\displaystyle n\in \mathbb {N} }.
Eine prime Thabit-Zahl mit Basis {\displaystyle b} nennt man Thabit-Primzahl mit Basis b mit einer Basis {\displaystyle b\geq 2}.
Eine prime Thabit-Zahl der 2. Art mit Basis {\displaystyle b} nennt man Thabit-Primzahl der 2. Art mit Basis b mit einer Basis {\displaystyle b\geq 2}.
Eine prime Williams-Zahl mit Basis {\displaystyle b} nennt man Williams-Primzahl mit Basis b mit einer Basis {\displaystyle b\geq 2}.
Eine prime Williams-Zahl der 2. Art mit Basis {\displaystyle b} nennt man Williams-Primzahl der 2. Art mit Basis b mit einer Basis {\displaystyle b\geq 2}.

### Eigenschaften
- Jede Primzahl {\displaystyle p\in \mathbb {P} } ist eine Thabit-Primzahl mit Basis {\displaystyle p}.

(weil man sie in der Form {\displaystyle (p+1)\cdot p^{0}-1} schreiben kann)
- Jede Primzahl {\displaystyle p\in \mathbb {P} } mit {\displaystyle p\geq 5} ist eine Thabit-Primzahl der 2. Art mit Basis {\displaystyle p-2}.

(weil man sie in der Form {\displaystyle (p-2+1)\cdot (p-2)^{0}+1} schreiben kann)
- Jede Primzahl {\displaystyle p\in \mathbb {P} } ist eine Williams-Primzahl mit Basis {\displaystyle p+2}.

(weil man sie in der Form {\displaystyle (p+2-1)\cdot (p+2)^{0}-1} schreiben kann)
- Jede Primzahl {\displaystyle p\in \mathbb {P} } ist eine Williams-Primzahl der 2. Art mit Basis {\displaystyle p}.

(weil man sie in der Form {\displaystyle (p-1)\cdot p^{0}+1} schreiben kann)
- Für jede Thabit-Primzahl der 2. Art mit Basis {\displaystyle b} mit {\displaystyle b\geq 2} gilt: {\displaystyle b\not \equiv 1{\pmod {3}}}.

(Für {\displaystyle b\equiv 1{\pmod {3}}} wäre {\displaystyle (b+1)\cdot b^{n}+1} immer durch {\displaystyle 3} teilbar)
- Für jede Thabit-Primzahl der 2. Art mit Basis {\displaystyle b} mit {\displaystyle n\geq 2} gilt: {\displaystyle n\not \equiv 1{\pmod {3}}}.

(Für {\displaystyle n\equiv 1{\pmod {3}}} wäre {\displaystyle (b+1)\cdot b^{n}+1} immer durch {\displaystyle b^{2}+b+1} teilbar)
- Für jede Williams-Primzahl mit Basis {\displaystyle b} mit {\displaystyle n\geq 2} gilt: {\displaystyle n\not \equiv 4{\pmod {6}}}.

(Für {\displaystyle n\equiv 4{\pmod {6}}} wäre {\displaystyle (b-1)\cdot b^{n}-1} immer durch {\displaystyle b^{2}-b+1} teilbar)
- Für jede Williams-Primzahl der 2. Art mit Basis {\displaystyle b} mit {\displaystyle n\geq 2} gilt: {\displaystyle n\not \equiv 1{\pmod {6}}}.

(Für {\displaystyle n\equiv 1{\pmod {6}}} wäre {\displaystyle (b-1)\cdot b^{n}+1} immer durch {\displaystyle b^{2}-b+1} teilbar)

### Ungelöste Probleme
- Gibt es für jede Basis {\displaystyle b\geq 2} unendlich viele Thabit-Primzahlen mit Basis {\displaystyle b}? Es wird vermutet, dass es unendlich viele gibt.
- Gibt es für jede Basis {\displaystyle b\geq 2} mit {\displaystyle b\not \equiv 1{\pmod {3}}} unendlich viele Thabit-Primzahlen der 2. Art mit Basis {\displaystyle b}? Es wird vermutet, dass es unendlich viele gibt.
- Gibt es für jede Basis {\displaystyle b\geq 2} unendlich viele Williams-Primzahlen mit Basis {\displaystyle b}? Es wird vermutet, dass es unendlich viele gibt.
- Gibt es für jede Basis {\displaystyle b\geq 2} unendlich viele Williams-Primzahlen der 2. Art mit Basis {\displaystyle b}? Es wird vermutet, dass es unendlich viele gibt.

### Tabellen
Es folgt eine Auflistung von Thabit-Primzahlen, Thabit-Primzahlen der 2. Art, Williams-Primzahlen und Williams-Primzahlen der 2. Art.
Zuerst wird eine Liste der Thabit-Primzahlen mit Basis {\displaystyle b} angeführt (mit Potenzen bis mindestens {\displaystyle n=10000}):
| {\displaystyle b}  | Form                             | Potenzen {\displaystyle n}, sodass Thabit-Primzahlen mit Basis {\displaystyle b}, also der Form {\displaystyle (b+1)\cdot b^{n}-1}, prim sind | OEIS-Folge              |
| {\displaystyle 2}  | {\displaystyle 3\cdot 2^{n}-1}   | 0, 1, 2, 3, 4, 6, 7, 11, 18, 34, 38, 43, 55, 64, 76, 94, 103, 143, 206, 216, 306, 324, 391, 458, 470, 827, 1274, 3276, 4204, 5134, 7559, 12676, 14898, 18123, 18819, 25690, 26459, 41628, 51387, 71783, 80330, 85687, 88171, 97063, 123630, 155930, 164987, 234760, 414840, 584995, 702038, 727699, 992700, 1201046, 1232255, 2312734, 3136255, 4235414, 6090515, 11484018, 11731850, 11895718, … | (Folge A002235 in OEIS) |
| {\displaystyle 3}  | {\displaystyle 4\cdot 3^{n}-1}   | 0, 1, 3, 5, 7, 15, 45, 95, 235, 463, 733, 1437, 1583, 1677, 1803, 4163, 4765, 9219, 9959, 25477, 26059, 41539, 54195, 65057, 74977, 116589, 192289, 311835, 350767, 353635, 416337, 423253, … | (Folge A005540 in OEIS) |
| {\displaystyle 4}  | {\displaystyle 5\cdot 4^{n}-1}   | 1, 2, 4, 5, 6, 7, 9, 16, 24, 27, 36, 74, 92, 124, 135, 137, 210, 670, 719, 761, 819, 877, 942, 1007, 1085, 1274, 1311, 1326, 1352, 6755, … |                         |
| {\displaystyle 5}  | {\displaystyle 6\cdot 5^{n}-1}   | 0, 1, 2, 5, 11, 28, 65, 72, 361, 479, 494, 599, 1062, 1094, 1193, 2827, 3271, 3388, 3990, 4418, 11178, 16294, 25176, 42500, 68320, 85698, 145259, 159119, 169771, … | (Folge A257790 in OEIS) |
| {\displaystyle 6}  | {\displaystyle 7\cdot 6^{n}-1}   | 1, 2, 3, 13, 21, 28, 30, 32, 36, 48, 52, 76, 734, 2236, 2272, 3135, 3968, 6654, 7059, … |                         |
| {\displaystyle 7}  | {\displaystyle 8\cdot 7^{n}-1}   | 0, 4, 7, 10, 14, 23, 59, 1550, 1835, 2515, 3532, 3818, 8260, … |                         |
| {\displaystyle 8}  | {\displaystyle 9\cdot 8^{n}-1}   | 1, 5, 7, 21, 33, 53, 103, 313, 517, 1863, 2669, 3849, 4165, … |                         |
| {\displaystyle 9}  | {\displaystyle 10\cdot 9^{n}-1}  | 1, 2, 4, 5, 7, 10, 11, 13, 15, 19, 27, 29, 35, 42, 51, 70, 112, 164, 179, 180, 242, 454, 621, 2312, 3553, 6565, … |                         |
| {\displaystyle 10} | {\displaystyle 11\cdot 10^{n}-1} | 1, 9, 11, 17, 22, 29, 36, 37, 52, 166, 448, 2011, 3489, 4871, 6982, 10024, 16974, 33287, 47364, 58873, 126160, … | (Folge A111391 in OEIS) |
| {\displaystyle 11} | {\displaystyle 12\cdot 11^{n}-1} | 0, 1, 2, 3, 4, 11, 13, 22, 27, 48, 51, 103, 147, 280, 908, 1346, 1524, 1776, 2173, 2788, 6146, … |                         |
| {\displaystyle 12} | {\displaystyle 13\cdot 12^{n}-1} | 2, 6, 11, 66, 196, 478, 2968, 3568, 5411, 7790, … |                         |

Es folgt eine Liste der Thabit-Primzahlen der 2. Art mit Basis {\displaystyle b} (mit Potenzen bis mindestens {\displaystyle n=10000}):
| {\displaystyle b}  | Form                             | Potenzen {\displaystyle n}, sodass Thabit-Primzahlen der 2. Art mit Basis {\displaystyle b}, also der Form {\displaystyle (b+1)\cdot b^{n}+1}, prim sind | OEIS-Folge              |
| {\displaystyle 2}  | {\displaystyle 3\cdot 2^{n}+1}   | 1, 2, 5, 6, 8, 12, 18, 30, 36, 41, 66, 189, 201, 209, 276, 353, 408, 438, 534, 2208, 2816, 3168, 3189, 3912, 20909, 34350, 42294, 42665, 44685, 48150, 54792, 55182, 59973, 80190, 157169, 213321, 303093, 362765, 382449, 709968, 801978, 916773, 1832496, 2145353, 2291610, 2478785, 5082306, 7033641, 10829346, … | (Folge A002253 in OEIS) |
| {\displaystyle 3}  | {\displaystyle 4\cdot 3^{n}+1}   | 0, 1, 2, 3, 6, 14, 15, 39, 201, 249, 885, 1005, 1254, 1635, 3306, 3522, 9602, 19785, 72698, … | (Folge A005537 in OEIS) |
| {\displaystyle 4}  | {\displaystyle 5\cdot 4^{n}+1}   | es gibt keine Primzahlen dieser Form |                         |
| {\displaystyle 5}  | {\displaystyle 6\cdot 5^{n}+1}   | 0, 1, 2, 3, 23, 27, 33, 63, 158, 278, 290, 351, 471, 797, 8462, 28793, 266030, … | (Folge A143279 in OEIS) |
| {\displaystyle 6}  | {\displaystyle 7\cdot 6^{n}+1}   | 1, 6, 17, 38, 50, 80, 207, 236, 264, 309, 555, 1128, 1479, 1574, 2808, 3525, 5334, 9980, … |                         |
| {\displaystyle 7}  | {\displaystyle 8\cdot 7^{n}+1}   | es gibt keine Primzahlen dieser Form |                         |
| {\displaystyle 8}  | {\displaystyle 9\cdot 8^{n}+1}   | 1, 2, 11, 14, 21, 27, 54, 122, 221, 435, 498, 942, 1118, 1139, 1230, 1614, 1934, … |                         |
| {\displaystyle 9}  | {\displaystyle 10\cdot 9^{n}+1}  | 0, 2, 6, 9, 11, 51, 56, 81, 941, 1647, 7466, 9477, 9806, … |                         |
| {\displaystyle 10} | {\displaystyle 11\cdot 10^{n}+1} | es gibt keine Primzahlen dieser Form |                         |
| {\displaystyle 11} | {\displaystyle 12\cdot 11^{n}+1} | 0, 2, 3, 6, 8, 138, 149, 222, 363, 995, 1218, 2072, 2559, … |                         |
| {\displaystyle 12} | {\displaystyle 13\cdot 12^{n}+1} | 1, 2, 8, 9, 17, 26, 62, 86, 152, 365, 2540, … |                         |

Es folgt eine Liste der Williams-Primzahlen mit Basis {\displaystyle b} (mit Potenzen bis mindestens {\displaystyle n=10000}):
| {\displaystyle b}  | Form                             | Potenzen {\displaystyle n}, sodass Williams-Primzahlen mit Basis {\displaystyle b}, also der Form {\displaystyle (b-1)\cdot b^{n}-1}, prim sind | OEIS-Folge              |
| {\displaystyle 2}  | {\displaystyle 1\cdot 2^{n}-1}   | 2, 3, 5, 7, 13, 17, 19, 31, 61, 89, 107, 127, 521, 607, 1279, 2203, 2281, 3217, 4253, 4423, 9689, 9941, 11213, 19937, 21701, 23209, 44497, 86243, 110503, 132049, 216091, 756839, 859433, 1257787, 1398269, 2976221, 3021377, 6972593, 13466917, 20996011, 24036583, 25964951, 30402457, 32582657, 37156667, 42643801, 43112609, … (Mersenne-Primzahl-Exponenten) | (Folge A000043 in OEIS) |
| {\displaystyle 3}  | {\displaystyle 2\cdot 3^{n}-1}   | 1, 2, 3, 7, 8, 12, 20, 23, 27, 35, 56, 62, 68, 131, 222, 384, 387, 579, 644, 1772, 3751, 5270, 6335, 8544, 9204, 12312, 18806, 21114, 49340, 75551, 90012, 128295, 143552, 147488, 1010743, 1063844, … | (Folge A003307 in OEIS) |
| {\displaystyle 4}  | {\displaystyle 3\cdot 4^{n}-1}   | 0, 1, 2, 3, 9, 17, 19, 32, 38, 47, 103, 108, 153, 162, 229, 235, 637, 1638, 2102, 2567, 6338, 7449, 12845, 20814, 40165, 61815, 77965, 117380, 207420, 351019, 496350, 600523, 1156367, 2117707, 5742009, 5865925, 5947859, … | (Folge A272057 in OEIS) |
| {\displaystyle 5}  | {\displaystyle 4\cdot 5^{n}-1}   | 0, 1, 3, 9, 13, 15, 25, 39, 69, 165, 171, 209, 339, 2033, 6583, 15393, … | (Folge A046865 in OEIS) |
| {\displaystyle 6}  | {\displaystyle 5\cdot 6^{n}-1}   | 1, 2, 6, 7, 11, 23, 33, 48, 68, 79, 116, 151, 205, 1016, 1332, 1448, 3481, 3566, 3665, 11233, 13363, 29166, 44358, 58530, 191706, … | (Folge A079906 in OEIS) |
| {\displaystyle 7}  | {\displaystyle 6\cdot 7^{n}-1}   | 0, 1, 2, 7, 18, 55, 69, 87, 119, 141, 189, 249, 354, 1586, 2135, 2865, 2930, 4214, 7167, 67485, 74402, 79326, … | (Folge A046866 in OEIS) |
| {\displaystyle 8}  | {\displaystyle 7\cdot 8^{n}-1}   | 3, 7, 15, 59, 6127, 8703, 11619, 23403, 124299, … | (Folge A268061 in OEIS) |
| {\displaystyle 9}  | {\displaystyle 8\cdot 9^{n}-1}   | 0, 1, 2, 5, 25, 85, 92, 97, 649, 2017, 2978, 3577, 4985, 17978, 21365, 66002, 95305, 142199, … | (Folge A268356 in OEIS) |
| {\displaystyle 10} | {\displaystyle 9\cdot 10^{n}-1}  | 1, 3, 7, 19, 29, 37, 93, 935, 8415, 9631, 11143, 41475, 41917, 48051, 107663, 212903, 223871, 260253, 364521, 383643, … | (Folge A056725 in OEIS) |
| {\displaystyle 11} | {\displaystyle 10\cdot 11^{n}-1} | 1, 3, 37, 119, 255, 355, 371, 497, 1759, 34863, 50719, 147709, … | (Folge A046867 in OEIS) |
| {\displaystyle 12} | {\displaystyle 11\cdot 12^{n}-1} | 1, 2, 21, 25, 33, 54, 78, 235, 1566, 2273, 2310, 4121, 7775, 42249, 105974, 138961, … | (Folge A079907 in OEIS) |

Es folgt eine Liste der Williams-Primzahlen der 2. Art mit Basis {\displaystyle b} (mit Potenzen bis mindestens {\displaystyle n=10000}):
| {\displaystyle b}  | Form                             | Potenzen {\displaystyle n}, sodass Williams-Primzahlen der 2. Art mit Basis {\displaystyle b}, also der Form {\displaystyle (b-1)\cdot b^{n}+1}, prim sind                                                                             | OEIS-Folge              |
| {\displaystyle 2}  | {\displaystyle 1\cdot 2^{n}+1}   | 0, 1, 2, 4, 8, 16, … (Fermat-Primzahl-Exponenten) |                         |
| {\displaystyle 3}  | {\displaystyle 2\cdot 3^{n}+1}   | 0, 1, 2, 4, 5, 6, 9, 16, 17, 30, 54, 57, 60, 65, 132, 180, 320, 696, 782, 822, 897, 1252, 1454, 4217, 5480, 6225, 7842, 12096, 13782, 17720, 43956, 64822, 82780, 105106, 152529, 165896, 191814, 529680, 1074726, 1086112, 1175232, … | (Folge A003306 in OEIS) |
| {\displaystyle 4}  | {\displaystyle 3\cdot 4^{n}+1}   | 1, 3, 4, 6, 9, 15, 18, 33, 138, 204, 219, 267, 1104, 1408, 1584, 1956, … | (Folge A326655 in OEIS) |
| {\displaystyle 5}  | {\displaystyle 4\cdot 5^{n}+1}   | 0, 2, 6, 18, 50, 290, 2582, 20462, 23870, 26342, 31938, 38122, 65034, 70130, 245538, … | (Folge A204322 in OEIS) |
| {\displaystyle 6}  | {\displaystyle 5\cdot 6^{n}+1}   | 1, 2, 4, 17, 136, 147, 203, 590, 754, 964, 970, 1847, 2031, 2727, 2871, 5442, 7035, 7266, 11230, 23307, 27795, 34152, 42614, 127206, 133086, …                                                                                         | (Folge A247260 in OEIS) |
| {\displaystyle 7}  | {\displaystyle 6\cdot 7^{n}+1}   | 0, 1, 4, 9, 99, 412, 2633, 5093, 5632, 28233, 36780, 47084, 53572, … | (Folge A245241 in OEIS) |
| {\displaystyle 8}  | {\displaystyle 7\cdot 8^{n}+1}   | 2, 40, 58, 60, 130, 144, 752, 7462, 18162, 69028, 187272, 268178, 270410, 497284, 713304, 722600, 1005254, … | (Folge A269544 in OEIS) |
| {\displaystyle 9}  | {\displaystyle 8\cdot 9^{n}+1}   | 1, 4, 5, 11, 26, 29, 38, 65, 166, 490, 641, 2300, 9440, 44741, 65296, 161930, … | (Folge A056799 in OEIS) |
| {\displaystyle 10} | {\displaystyle 9\cdot 10^{n}+1}  | 3, 4, 5, 9, 22, 27, 36, 57, 62, 78, 201, 537, 696, 790, 905, 1038, 66886, 70500, 91836, 100613, 127240, … | (Folge A056797 in OEIS) |
| {\displaystyle 11} | {\displaystyle 10\cdot 11^{n}+1} | 0, 10, 24, 864, 2440, 9438, 68272, 148602, … | (Folge A057462 in OEIS) |
| {\displaystyle 12} | {\displaystyle 11\cdot 12^{n}+1} | 3, 4, 35, 119, 476, 507, 6471, 13319, 31799, … | (Folge A251259 in OEIS) |

Die kleinsten {\displaystyle n\geq 1}, für welche die Thabit-Zahl {\displaystyle (b+1)\cdot b^{n}-1} prim ist, sind die folgenden (dabei ist aufsteigend {\displaystyle b=2,3,\ldots }):
1, 1, 1, 1, 1, 4, 1, 1, 1, 1, 2, 1, 2, 1, 1, 4, 3, 1, 1, 1, 2, 7, 1, 2, 1, 2, 1, 2, 1, 1, 2, 4, 2, 1, 2, 2, 1, 1, 2, 1, 8, 3, 1, 1, 1, 2, 1, 2, 1, 5, 3, 1, 1, 1, 1, 3, 3, 1, 1, 5, 2, 1483, 1, 1, 1, 24, 1, 2, 1, 2, 6, 3, 3, 36, 1, 10, 8, 3, 7, 2, 2, 1, 2, 1, 1, 7, 1704, 1, 3, 9, 4, 1, 1, 2, 1, 2, 24, 25, 1, …
Beispiel:
Für {\displaystyle b=23}, also an der {\displaystyle 22.} Stelle, steht die Zahl {\displaystyle n=7}.
Das heißt, dass {\displaystyle (23+1)\cdot 23^{7}-1=24\cdot 23^{7}-1} eine Thabit-Primzahl mit kleinstmöglicher Potenz (also in dem Fall {\displaystyle 7}) ist.
Die kleinsten {\displaystyle n\geq 1}, für welche die Thabit-Zahl der 2. Art {\displaystyle (b+1)\cdot b^{n}-1} prim ist, sind die folgenden (dabei ist aufsteigend {\displaystyle b=2,3,\ldots }):
1, 1, 0, 1, 1, 0, 1, 2, 0, 2, 1, 0, 1, 1, 0, 1, 9, 0, 1, 1, 0, 2, 1, 0, 2, 1, 0, 5, 2, 0, 5, 1, 0, 2, 3, 0, 1, 3, 0, 1, 2, 0, 2, 2, 0, 2, 6, 0, 1, 183, 0, 2, 1, 0, 2, 1, 0, 1, 21, 0, 1, 185, 0, 3, 1, 0, 2, 1, 0, 1, 120, 0, 2, 1, 0, 1, 1, 0, 1, 8, 0, 5, 9, 0, 2, 2, 0, 1, 1, 0, 2, 3, 0, 9, 14, 0, 3, 1, 0, …
Die kleinsten {\displaystyle n\geq 1}, für welche die Williams-Zahl {\displaystyle (b-1)\cdot b^{n}-1} prim ist, sind die folgenden (dabei ist aufsteigend {\displaystyle b=2,3,\ldots }):
2, 1, 1, 1, 1, 1, 3, 1, 1, 1, 1, 2, 1, 14, 1, 1, 2, 6, 1, 1, 1, 55, 12, 1, 133, 1, 20, 1, 2, 1, 1, 2, 15, 3, 1, 7, 136211, 1, 1, 7, 1, 7, 7, 1, 1, 1, 2, 1, 25, 1, 5, 3, 1, 1, 1, 1, 2, 3, 1, 1, 899, 3, 11, 1, 1, 1, 63, 1, 13, 1, 25, 8, 3, 2, 7, 1, 44, 2, 11, 3, 81, 21495, 1, 2, 1, 1, 3, 25, 1, 519, 77, 476, 1, 1, 2, 1, 4983, 2, 2, …
Die kleinsten {\displaystyle n\geq 1}, für welche die Williams-Zahl der 2. Art {\displaystyle (b-1)\cdot b^{n}-1} prim ist, sind die folgenden (dabei ist aufsteigend {\displaystyle b=2,3,\ldots }):
1, 1, 1, 2, 1, 1, 2, 1, 3, 10, 3, 1, 2, 1, 1, 4, 1, 29, 14, 1, 1, 14, 2, 1, 2, 4, 1, 2, 4, 5, 12, 2, 1, 2, 2, 9, 16, 1, 2, 80, 1, 2, 4, 2, 3, 16, 2, 2, 2, 1, 15, 960, 15, 1, 4, 3, 1, 14, 1, 6, 20, 1, 3, 946, 6, 1, 18, 10, 1, 4, 1, 5, 42, 4, 1, 828, 1, 1, 2, 1, 12, 2, 6, 4, 30, 3, 3022, 2, 1, 1, 8, 2, 4, 4, 2, 11, 8, 2, 1, …